# Rudy Van Nespen
Rudy Van Nespen (7 mei 1972) is een Belgisch politicus voor Vlaams Belang.

## Levensloop
Van Nespen is zelfstandig ondernemer.
De naam van Van Nespen duikt voor de eerste maal op in de politieke arena bij het Liberaal Appèl. Tezamen met o.a. Eduard Verlinden en Hendrik Boonen verlaat hij de partij in 2004 en volgde hij hen naar Fervent Nationaal (FN) Bij de Vlaamse verkiezingen van 2004 behaalde hij 217 voorkeurstemmen vanop de 2e plaats op de FN-kieslijst voor de kieskring Antwerpen. Hij fungeerde tevens als 1e opvolger op de lijst waarbij hij 287 voorkeurstemmen kreeg. In 2006 volgt hij Hendrik Boonen naar diens nieuwe partij Nationale Unie (NU), waar hij later Hendrik Boonen opvolgde als voorzitter. Onder zijn voorzitterschap ging deze partij datzelfde jaar op in UNIE, onder leiding van Alain Mahiat en Cedric Vloemans. Anno 2015 is hij bestuurslid van de Vlaams Belang-afdeling in Deurne.
Van Nespen was eveneens in 2015 een tijd woordvoerder van de anti-islam beweging PEGIDA Vlaanderen, in deze hoedanigheid volgde hij publicist Wim Van Rooy op. Op 2 maart organiseerde hij met PEGIDA Vlaanderen een manifestatie te Antwerpen. Van Nespen stelde dat er voor deze locatie was gekozen omdat de islamisering zich daar het sterkste laat voelen na Brussel. De organisatie van de manifestatie kon op bijval rekenen van Vlaams Belang-voorzitter Tom Van Grieken en Voorpost, maar kreeg geen goedkeuring van burgemeester van Antwerpen Bart De Wever (N-VA). Deze laatste riep tevens de N-VA-leden een kritische terughoudende houding aan te nemen ten overstaan van de organisatie. Tijdens de manifestatie werd Van Nespen geflankeerd door Voorpost-boegbeeld Luc Vermeulen, ook enkele Vlaams Belang-kopstukken waaronder Filip De Winter waren aanwezig. In juni 2015 gaf Van Nespen de brui aan het voorzitterschap van de organisatie en werd opgevolgd door Kristof De Smet.
Gerelateerde onderwerpen: Partijprogramma · 70-puntenplan · Cordon sanitaire · Racismeklacht